# Dóc
Dóc là một thị trấn thuộc hạt Csongrád, Hungary. Thị trấn này có diện tích 49,43 km², dân số năm 2010 là 776 người, mật độ 16 người/km².